# Inquietud
La revista Inquietud (1935-1936) va ser una revista catalana escolar. Va ser iniciada al setembre de l’any 1935 i va finalitzar al juny de 1936 amb el número 10 (de la revista), un mes abans de donar començament a la Guerra Civil espanyola.
Inquietud estava dirigida a un públic ampli, encara que amb més èmfasi als nens i nenes de les escoles, amb un sentiment de companyia i de superació. La pretensió era que la revista fos publicada tots els mesos, incloent-hi un recull dels diferents treballs fets a l’Escola Graduada de nens Menàrguens i a més a més quaderns publicats per poder construir la història pròpia de l'escola.
Es podria dir que estem parlant d’una revista de caràcter educatiu i senzilla per tal que els nens i nenes la poguessin llegir sense cap mena de dificultats. Per tal que es vegi evident, només cal veure el primer número de la revista on en un dels apartats, tracta la tornada de vacances i com han estat (que sol ser una de les temàtiques més tractades quan els infants tornen a l'escola després d’un llarg descans, per poder intercanviar opinions i vivències amb els seus companys i companyes del centre).

## Història
La revista incorpora petits fragments d’experiències dels nens i nenes de l'escola on expliquen les seves vivències, el que han fet i com se senten amb altres infants d’escoles diferents que també utilitzaven les mateixes tècniques d’impremta. A més a més apareixen il·lustracions adjuntes a petites històries, que propicien més ganes de llegir entre els més menuts. Entre aquestes històries es poden llegir fragments parlant sobre animals o d’alguns dies de la setmana, com les que apareixen a les publicacions de l’octubre de 1935 o la del mes següent.
En la publicació de desembre de 1935 es fa menció a l’hivern i a les festivitats nadalenques, pel fet que estan en vigílies de Nadal, la qual consideren una festa de pau i germanor, alegria i harmonia. El mes següent encadenant la fi de les festes d’hivern, es fa menció als Reis Mags i a com arriben a cadascuna de les llars per deixar-hi els regals. Al febrer al començament de la publicació es parla del Carnaval i de que consta la festivitat, al març del començament de la primavera, a l’abril de l’aniversari de la segona República, al maig es fan textos amb temàtiques pròpies de la primavera com ara les flors i nius i ja a l’última edició al juny, es fa menció a l'entrada de l'estiu i les vacances.
Escola Graduada de Nens Menàrguens, Catalunya, Inquietud (1935-1936), Lleida, 1935-36. Referències extretes de les pàgines dels números de la revista (d’octubre del 1935 al juny de 1936)
La revista, que va romandre operativa des de 1935 a 1936, disposa de quatre números en el primer any, els últims 4 mesos (de setembre a desembre), mentre que l’últim any disposem d’un total de 6 (des del gener fins al juny). Per tant, parlem d’un total de 10 números.
Per poder contextualitzar una mica aquest apartat hem de saber que en el transcurs de l’any 1935-36 l'escola de Menàrguens es fa amb els serveis d’una impremta, Freinet i a partir d’aquell moment van començar a editar una publicació al mes. Els deu números es van enviar a unes trenta escoles d’arreu del territori espanyol, com ara bé Catalunya, Aragó, Burgos, Soria o Galícia. En l’últim número de la revista els graduats i graduades de l'escola s'acomiadaven desitjant unes bones vacances, fins al curs vinent, encara que el començament del curs següent es va veure interromput pel començament de la Guerra Civil espanyola.
Aquell mateix any (1936) els mestres de l'escola, Enriqueta Pocurull i Lluís Aigé, s'uneixen en matrimoni. Tres anys més tard, marxen cap a Mèxic degut a les dures condicions en les que es troba Espanya en aquells instants amb la fi de la Guerra i la instauració de la dictadura franquista.
Ja que no s'exposa el fet evident que va propiciar la desaparició de la revista, no es pot afirmar el que va passar i haurem de basar-nos en suposicions. La desaparició es bastant probable que la provoqués principalment les tensions socials de l’època en general, que van acabar desembocant en l'esclat de la Guerra Civil espanyola. A més a més, val a dir que el matrimoni Aigé-Pocurull acaben exiliant-se a Mèxic a l'estiu de l’any 1939 i que un dels motius podria haver estat la forta repressió que implicava no ser del bàndol vencedor.

## Equip
Va ser publicada al poble de Menàrguens, que es troba a la comarca de La Noguera, Lleida, de la mà de Josep Casamajó i Palau, director de l’Escola Graduada de nens de Menàrguens i alguns mestres com ara bé: Lluís Aigé, Enriqueta Pocurull, Ambrosina Roca, Sebastiana Gili Forn i Pasqual Server.
Aquest grup de mestres pertanyien al grup Batec que estava format per mestres que eren de Lleida, de l'escola pública rural.
També eren seguidors del pedagog francès Celestí Freinet i de les seves metodologies que incitaven a la participació dels i les alumnes, junt amb l'ensenyament que proposava. Aquests ideals s'incloïen dins d’uns ideals progressistes pel que fa la política escolar i de canvis i innovacions que va promoure el govern de la República.
Els principals responsables de la revista eren els mestres de la mateixa escola i els protagonistes dels textos i il·lustracions eren nens i nenes de l'escola.